# اوئلوا
اوئلوا (اسپانیایی: Huelva) مرکز استان اوئلوای اسپانیا است. جمعیت آن ۱۴۵٬۱۵۰ نفر و مساحتش ۱۴۹ کیلومتر مربع است.